# Willis Reed
Willis Reed, Jr. (Bernice, 25 de junho de 1942 – 21 de março de 2023) foi um jogador e treinador de basquete norte-americano. É mais conhecido por sua carreira de jogador no New York Knicks, onde atuava como pivô. Foi introduzido no Basketball Hall of Fame em 1982.
Depois de se aposentar como jogador, Reed atuou como assistente e treinador principal com várias equipes por quase uma década e depois foi promovido a vice-presidente de operações de basquete (1989 a 1996) no New Jersey Nets. Como vice-presidente sênior de operações de basquete, ele os levou para as Finais da NBA em 2002 e 2003.

## Infância e educação
Reed nasceu em Bernice, Louisiana e cresceu em uma fazenda nas proximidades. Seus pais trabalharam para garantir que Reed recebesse educação no sul segregado. Reed mostrou capacidade atlética em tenra idade e jogou basquete no West Side High School em Lillie, Louisiana.
Reed frequentou a Grambling State University, uma faculdade historicamente negra. Jogando para o time de basquete masculino, Reed acumulou 2.280 pontos com média de 26,6 pontos e 21,3 rebotes por jogo durante seu último ano. Ele liderou a equipe para um título da NAIA e três títulos da Southwestern Athletic Conference.

## Carreira
O New York Knicks selecionou Reed como a oitava escolha geral no Draft da NBA de 1964. Reed rapidamente se mostrou um jogador como uma força feroz, dominante e física em ambas as extremidades da quadra. Em março de 1965, ele marcou 46 pontos contra o Los Angeles Lakers, a segunda maior marca de todos os tempos por um novato dos Knicks. Para a temporada de 1964-65, ele ficou em sétimo na NBA em pontuação (19,5 pontos por jogo) e quinto em rebote (14,7 rebotes por jogo). Ele também começou sua sequência de aparições no All-Star Game e ganhou o Prêmio de Novato do Ano da NBA, ao mesmo tempo em que também foi nomeado para a Primeira-Equipe de Novatos.
Reed provou ser um atleta de playoffs ao longo de sua carreira. Ele deu uma indicação precoce disso na temporada de 1966-67, quando ele teve 20,9 pontos por jogo de média na temporada e marcou 27,5 pontos por jogo na pós-temporada.
Apesar de sua estatura relativamente média para um jogador de basquete, ele compensou sua falta de altura jogando um jogo físico, muitas vezes terminando temporadas com médias respeitáveis de bloqueios e rebotes. Ele tinha 1,96 m quando contemporâneos como Wilt Chamberlain tinha 2,16 m de altura e Kareem Abdul-Jabbar tinha 2,18 m de altura.
A equipe continuou a lutar por alguns anos, ao mesmo tempo em que adicionava bons jogadores por meio de negociações e do Draft. Em 1968, o recorde de Nova York foi de 43-39, seu primeiro recorde de vitórias desde a temporada de 1958-59.
Reed continuou fazendo aparições anuais no All-Star Game da NBA. Por esta altura, ele estava jogando como Ala-pivô, a fim de dar espaço para Walt Bellamy. Reed teve uma média de 11,6 rebotes em 1965-66 e 14,6 em 1966-67, ambos entre as dez melhores marcas da liga. Na última temporada, ele se ajustou às nuances de sua nova posição, com média de 20,9 pontos e se classificando em oitavo lugar na NBA.
Reed marcou 21,1 pontos por jogo na temporada de 1968-69 e conseguiu um recorde da franquia de 1.191 rebotes além de uma média de 14,5 rebotes por jogo.

### Primeiro título
Na temporada de 1969-70, o Knicks ganhou 60 jogos e estabeleceu um recorde da NBA na época com uma série de vitórias de dezoito jogos. Em 1970, Reed se tornou o primeiro jogador na história da NBA a ser nomeado MVP da NBA All-Star Game, o MVP da temporada regular da NBA e o MVP da NBA Finals na mesma temporada. No mesmo ano, ele foi nomeado para a Primeira-Equipe da NBA e para a Primeira-Equipe Defensiva, além de ser nomeado como Atleta do Ano de Esportes da ABC e o MVP da NBA pelo Sporting News.
O desempenho mais famoso de Reed ocorreu em 8 de maio de 1970, durante o jogo 7 das finais da NBA de 1970 contra o Los Angeles Lakers no Madison Square Garden. Devido a uma lesão grave nas coxas, um músculo rasgado que o havia mantido fora do Jogo 6, foi considerado improvável que ele jogasse no jogo 7. No entanto, Reed surpreendeu os fãs ao caminhar para a quadra durante o aquecimento, o que gerou aplausos generalizados. Começando o jogo, ele marcou os dois primeiros pontos dos Knicks, seus únicos pontos do jogo. Após o jogo, no vestiário do vencedor, Howard Seand disse a Reed na televisão nacional: "Você exemplifica o melhor que o espírito humano pode oferecer".

### Segundo título
Os Knicks caiu para um recorde de 52-30 na temporada de 1970-71, ainda bom o suficiente para ser o primeiro lugar na Divisão do Atlântico. Na temporada, ele teve uma média de 20,9 pontos e 13,7 rebotes por jogo, mas os Knicks foram eliminados pelo Baltimore Bullets nas finais da Conferência Leste. Na temporada de 1971-72, Reed teve tendinite no joelho esquerdo, limitando sua mobilidade. Ele perdeu duas semanas no início da temporada e retornou, mas pouco depois o joelho machucado o impediu de jogar e ele jogou apenas onze jogos no ano. Sem Reed, os Knicks ainda conseguiram ir para as finais da NBA, mas foram derrotados em cinco jogos pelo Los Angeles Lakers.
Na temporada de 1972–73, os Knicks terminou a temporada com um recorde de 57-25 e ganhou outro título da NBA. Reed foi menos contribuinte do que no último título. Em 69 jogos da temporada regular, ele teve uma média de apenas onze pontos. Nos playoffs, os Knicks venceu os Bullets e o Boston Celtics, e novamente enfrentou os Lakers nas finais da NBA. Depois de perder o primeiro jogo, eles ganharam quatro jogos consecutivos, conquistando o segundo título da NBA com uma vitória por 102-93 no jogo 5. Reed foi nomeado MVP das Finais da NBA.
A carreira de Reed foi interrompida por lesões e ele teve que se aposentar depois da temporada de 1973-74. Em sua carreira, Reed teve uma média de 18,7 pontos e 12,9 rebotes em 650 jogos.

## Pós-carreira e morte
Reed passou vários anos como treinador antes de assumir a gerência geral. Ele treinou os Knicks na temporada de 1977-78 e deixou a equipe depois de 14 jogos na temporada seguinte (recorde de 49-47). Ele foi o treinador da Creighton University, de 1981 a 1985, e assistente técnico voluntário da St. John's University. Reed também serviu como assistente técnico dos Atlanta Hawks e Sacramento Kings da NBA.
Ele teve um recorde de 33-77 sendo treinador do New York Nets. Em 1989, ele foi contratado como gerente geral e vice-presidente de operações de basquete do Nets (1989-1996). Durante este tempo, ele fez os Nets serem um candidato aos playoffs durante o início dos anos 90. Em 1996, Reed mudou-se para o cargo de vice-presidente sênior de operações de basquete, com o objetivo contínuo de fazer os Nets um candidato ao título. Eles foram para as finais da NBA em 2002 e 2003.
Reed em seguida assumiu o cargo de vice-presidente de operações de basquete do New Orleans Hornets em 2004. Ele se aposentou dessa posição em 2007.
Reed morreu em 21 de março de 2023, aos oitenta anos.

## Legado
- Em 1970, Reed foi introduzido no Hall da Fama do Basquetebol NAIA.
- Em 1982, Reed foi consagrado no Basketball Hall of Fame.
- Em 1997, a votação para a "equipe de todos os tempos do 50º aniversário da NBA" elegeu Reed como um dos "50 maiores jogadores da história da NBA".

## Na mídia popular
As canções de rap mencionaram Reed, reconhecendo sua impressionante capacidade atlética e habilidade. Exemplos incluem o hit de 1984 de Kurtis Blow, "Basketball", em seu álbum Ego Trip, e "Long Burn The Fire", dos Beastie Boys, em seu álbum de 2011, Hot Sauce Committee Part Two.
O nome de Reed tornou-se sinônimo de lesão, pois Cris Collinsworth descreveu o lesionado Aaron Rodgers como tendo uma "noite de Willis Reed" na transmissão da NBC Sunday Night Football em 9 de setembro de 2018.

## Estatísticas

### Temporada regular
| Ano      | Time     | PJ  | MPJ  | AP   | LL   | RT   | AS  | BR  | TO  | PPJ  |
| -------- | -------- | --- | ---- | ---- | ---- | ---- | --- | --- | --- | ---- |
| 1964–65  | New York | 80  | 38.0 | .432 | .742 | 14.7 | 1.7 | —   | —   | 19.5 |
| 1965–66  | New York | 76  | 33.4 | .434 | .757 | 11.6 | 1.2 | —   | —   | 15.5 |
| 1966–67  | New York | 78  | 36.2 | .489 | .735 | 14.6 | 1.6 | —   | —   | 20.9 |
| 1967–68  | New York | 81  | 35.5 | .490 | .721 | 13.2 | 2.0 | —   | —   | 20.8 |
| 1968–69  | New York | 82  | 37.9 | .521 | .747 | 14.5 | 2.3 | —   | —   | 21.1 |
| 1969–70  | New York | 81  | 38.1 | .507 | .756 | 13.9 | 2.0 | —   | —   | 21.7 |
| 1970–71  | New York | 73  | 39.1 | .462 | .785 | 13.7 | 2.0 | —   | —   | 20.9 |
| 1971–72  | New York | 11  | 33.0 | .438 | .692 | 8.7  | 2.0 | —   | —   | 13.4 |
| 1972–73  | New York | 69  | 27.2 | .474 | .742 | 8.6  | 1.8 | —   | —   | 11.0 |
| 1973–74  | New York | 19  | 26.3 | .457 | .792 | 7.4  | 1.6 | 0.6 | 1.1 | 11.1 |
| All-Star | All-Star | 7   | 23.0 | .452 | .750 | 8.3  | 1.0 | —   | —   | 12.6 |
| Carreira | Carreira | 650 | 35.5 | .476 | .747 | 12.9 | 1.8 | 0.6 | 1.1 | 18.7 |

### Playoffs
| Ano      | Time     | PJ | MPJ  | AP   | LL   | RT   | AS  | BR  | TO  | PPJ  |
| -------- | -------- | -- | ---- | ---- | ---- | ---- | --- | --- | --- | ---- |
| 1967     | New York | 4  | 37.0 | .538 | .960 | 13.8 | 1.8 | —   | —   | 27.5 |
| 1968     | New York | 6  | 35.0 | .541 | .733 | 10.3 | 1.8 | —   | —   | 21.3 |
| 1969     | New York | 10 | 42.9 | .510 | .786 | 14.1 | 1.9 | —   | —   | 25.7 |
| 1970     | New York | 18 | 40.7 | .471 | .737 | 13.8 | 2.8 | —   | —   | 23.7 |
| 1971     | New York | 12 | 42.0 | .413 | .667 | 12.0 | 2.3 | —   | —   | 15.7 |
| 1973     | New York | 17 | 28.6 | .466 | .857 | 7.6  | 1.8 | —   | —   | 12.8 |
| 1974     | New York | 11 | 12.0 | .378 | .600 | 2.0  | 0.4 | 0.2 | 0.0 | 3.4  |
| Carreira | Carreira | 78 | 33.9 | .474 | .765 | 10.3 | 1.9 | 0.2 | 0.0 | 17.4 |